# Boris de Fast
Boris de Fast, vlastním jménem Boris Fastovič (6. června 1891 Feodosija – 1. února 1973 Paříž), byl herec, scenárista, střihač a maskér. Byl bratrem herce, střihače, scenáristy a režiséra Victora de Fasta a herečky Natálie Kovankové, manželky režiséra Viktora Turžanského.

## Život
Boris de Fast se narodil  v herecké rodině. Rodinný divadelní soubor vedl až do roku 1921, kdy po Říjnové revoluci opustili Krym. Se svými sourozenci a se svým švagrem se plavil přes Černé moře z Jalty, města, kde žili, a proplul Konstantinopolí, poté Aténami a Itálií, než dorazil do Francie.
Boris de Fast, žijící v Paříži, se věnoval rozmanité filmové kariéře. Nejprve se stal hercem, poté scenáristou, asistentem režie, střihačem a nakonec maskérem. Spolupracoval na filmech svého švagra Viktora Turžanského, který ho zaměstnával jako herce, scenáristu a asistenta režie. Následně s herectvím přestal a během druhé světové války a po ní se věnoval střihu a poté maskérství.

## Filmografie

### Herec
- 1924 : La Dame masquée (en) / La Femme masquée – režisér: Viktor Turžanskij : Robin
- 1925 : Le Prince charmant – režisér: Viktor Turžanskij
- 1926 : Michel Strogoff – režisér: Viktor Turžanskij : Feofar Khan
- 1927 : En plongée – režisér: Jacques Robert : John
- 1927 : Napoléon d'Abel Gance : l'OEil vert
- 1927 : Le Joueur d’échecs – režisér: Raymond Bernard
- 1928 : Princesse Masha – režisér: René Leprince : Tzerem Lama
- 1928 : La Madone des sleepings – režisér: Marco de Gastyne et Maurice Gleize : Varichkine
- 1928 : Tempête (Tempest) – režisér: Viktor Tourjanski, Sam Taylor et Lewis Milestone : le colporteur
- 1928 : Soirs d'orage (The Woman Disputed) – režisér: Sam Taylor et Henry King
- 1928 : Volga ! Volga ! (Wolga Wolga) – režisér: Viktor Turžanskij : Iwaschka
- 1929 : Diane / Die Geschichte einer Pariserin d'Erich Waschneck
- 1929 : Manolesco, prince des sleepings (Manolescu, der König der Hochstapler) – režisér: Viktor Turžanskij
- 1929 : Le Navire des hommes perdus (Das Shiff der verlorenen Menschen) – režisér: Maurice Tourneur : le marin tatoué
- 1929 : Terre sans femmes (Das Land ohne Frauen) – režisér: Carmine Gallone
- 1930 : La Femme d'une nuit – režisér: Marcel L'Herbier : le portier lystrien
- 1930 : Catherine de Russie / La Vie aventureuse de Catherine Ire (Spielereien einer Kaiserin) – režisér: Vladimir Strijewski
- 1930 : Les Fontaines sacrées (Die heiligen drei Brunnen) – režisér: Mario Bonnard : Louis Ferrero
- 1934 : L'Homme à l'oreille cassée – režisér: Robert Boudrioz : Garok

### Scenárista
- 1926 : Michel Strogoff – režisér: Viktor Turžanskij
- 1933 : L'Ordonnance – režisér: Viktor Turžanskij
- 1934 : Volga en flammes – režisér: Viktor Turžanskij[2][pozn. 1]

### Střihač
- 1933 : L'Ordonnance – režisér: Viktor Turžanskij
- 1934 : La Bataille – režisér: Nicolas Farkas
- 1935 : Les Yeux noirs – režisér: Viktor Turžanskij
- 1937 : Le Mensonge de Nina Petrovna – režisér: Viktor Turžanskij
- 1938 : Adrienne Lecouvreur – režisér: Marcel L'Herbier

### Asistent režie
- 1934 : Volga en flammes – režisér: Viktor Turžanskij

### Maskér
- 1927 : Napoléon – režisér: Abel Gance
- 1934 : Les Affaires publiques – režisér: Robert Bresson
- 1938 : Retour à l'aube – režisér: Henri Decoin
- 1946 : Étoile sans lumière – režisér: Marcel Blistène
- 1946 : Martin Roumagnac – režisér: Georges Lacombe
- 1947 : La Fleur – režisér: l'âge – režisér: Marcel Carné
- 1948 : Les Parents terribles – režisér: Jean Cocteau
- 1951 : Identité judiciaire – režisér: Hervé Bromberger
- 1952 : Une fille sur la route – režisér: Jean Stelli
- 1953 : Grand Gala – režisér: François Campaux
- 1954 : Les Intrigantes – režisér: Henri Decoin
- 1954 : Sur le banc – režisér: Robert Vernay
- 1955 : Frou-Frou – režisér: Augusto Genina
- 1956 : Gervaise – režisér: René Clément
- 1956 : Le Tour du monde en 80 jours – režisér: Michael Anderson
- 1957 : L'Étrange Monsieur Steve – režisér: Raymond Bailly
- 1957 : Trois jours à vivre – režisér: Gilles Grangier
- 1958 : Échec au porteur – režisér: Gilles Grangier
- 1958 : Ascenseur pour l'échafaud – režisér: Louis Malle
- 1959 : 125, rue Montmartre – režisér: Gilles Grangier
- 1961 : Le Triomphe de Michel Strogoff – režisér: Viktor Turžanskij
- 1967 : Les Aventuriers – režisér: Robert Enrico